# Hot Tuna
Hot Tuna ("Хот Туна") — американская рок-группа, сформированная в 1969 году в городе Сан-Франциско. Их популярность достигла максимума в середине 1970-х. Группа является продолжением проекта Jefferson Airplane.

## История

### Происхождение
Джек Касади и Йорма Кауконен были школьными друзьями в Вашингтоне, округ Колумбия. В конце пятидесятых
вместе с местными музыкантами Ронни Макдональдом и Уорреном Смитом они сформировали группу The Triumphs, которая специализировалась на каверах Бадди Холли и Джина Винсента.
Кауконен совершенствовал свою игру на гитаре, слушая блюз и другую музыку. У него развился особый интерес к музыке Гэри Дэвиса. Джек Касади экспериментировал с ритм-н-блюзом и рок-н-роллом.
В середине 1960-х годов они были ключевыми членами Jefferson Airplane. В конце 1969 года, во время затишья деятельности рок-группы Jefferson Airplane, они начали давать периодические концерты, иногда дополняемые участниками Airplane: Марти Балином и барабанщиком Спенсером Драйденом. Группа, названная Hot Tuna, изначально должна была называться Hot Shit, но RCA отвергла эту идею. Репертуар группы в это время прочно базировался на блюзе. Первая запись дуэта называлась просто «Hot Tuna» и была записана вживую в Новом Орлеане в Беркли. Группе помогал Уилл Скарлет игрой на губной гармошке.
Следующие два альбома, «First Pull Up», «Then Pull Down» и «Burgers», показали развитие более сложного, но менее «блюзового» звучания с участием скрипача Папа Джон Крич из Jefferson Starship и барабанщика Сэмми Пьяццу.
К моменту выхода альбома «The Phosphorescent Rat» музыканты были свободны от обязанностей в Jefferson Airplane и могли беспрепятственно сосредоточиться на своей собственной группе. Получившийся альбом был очень впечатляющим и показал пик авторства Кауконена.
Вместе с «America’s Choice» выпущен сингл «Hit Single #1». В этом альбоме и последующих трех Боб Стилер занимал место барабанщика.
Первая эра группы Hot Tuna подошла к концу с живым альбомом «Double Dose», звук которого был обогащен клавишником Ником Баком. Затем участники группы записали последовало несколько сольных альбомов, и в конце семидесятых Джек Касади решил заняться панк-роком со своей группой SVT. Джек Касади и Йорма Кауконен снова воссоединились с Полом Кантнером в группе «KBC Band».
К 1986 году Tuna снова были вместе, на этот раз, включая Майкла Фальзарано. Трио записало студийный сет «Pair a Dice Found» и две концертные записи «Live at Sweetwater Vols 1 & 2».
В последние годы они расширились до состава из пяти человек, включая бывшего в Jefferson Starship Пита Сирса и барабанщика Харви Зоргена.

## Дискография
| - Hot Tuna (1970) - First Pull Up, Then Pull Down (1971) - Burgers (1972) - The Phosphorescent Rat (1974) - America's Choice (1975) - Yellow Fever (1975) - Hoppkorv (1976) - Double Dose (1978) | - Pair a Dice Found (1990) - Live at Sweetwater (1992) - Live at Sweetwater Two (1993) - Live in Japan (1997) - And Furthurmore... (1999) - Steady as She Goes (2011) |

## Бывшие участники
- Пол Кантнер
- Марти Балин
- Папа Джон Крич
- Пит Сирс
- Джо Ковингтон